# Palafolls
Palafolls és un municipi de la comarca del Maresme, a la província de Barcelona. El terme municipal limita amb: Santa Susanna, Blanes, Tordera i Malgrat de Mar.
|               | Tordera        |        |
| Santa Susanna |                | Blanes |
|               | Malgrat de Mar |        |

L'origen de la població és romà, així com el seu nom, que prové de la veu romana Palatiolo.
El municipi està constituït de les següents parts: Poble de Sant Genís de Palafolls (format per Sant Genís, on es troba l'església romànica i la urbanització Ciutat Jardí), el barri de Santa Maria, el barri de Sant Lluís, Mas Carbó, Mas Reixac (compartit amb Tordera i les Ferreries; aquesta última és la part del centre on hi ha l'església de l'Assumpció de la Mare de Déu, obra de l'arquitecte Miquel Garriga i Roca (Alella, 14 de gener de 1808 - Barcelona, 14 d'octubre de 1888), l'ajuntament, les escoles, etc.
Els dissabtes té lloc el mercat setmanal.

## Geografia
- Llista de topònims de Palafolls (Orografia: muntanyes, serres, collades, indrets..; hidrografia: rius, fonts...; edificis: cases, masies, esglésies, etc).

## Demografia
| Entitat de població     | Habitants (2023) |
| Palafolls               | 8.203            |
| la Ciutat Jardí         | 819              |
| Sant Genís de Palafolls | 378              |
| el Mas Reixac           | 214              |
| el Mas Carbó            | 205              |
| Font: Idescat           |                  |

| 1497 f | 1515 f | 1553 f | 1717  | 1787 | 1857  | 1877 | 1887 | 1900 | 1910 |
| ------ | ------ | ------ | ----- | ---- | ----- | ---- | ---- | ---- | ---- |
| 110    | -      | 82     | 1.226 | 784  | 1.033 | 944  | 981  | 836  | 831  |

| 1920 | 1930  | 1940  | 1950  | 1960  | 1970  | 1981  | 1990  | 1992  | 1994  |
| ---- | ----- | ----- | ----- | ----- | ----- | ----- | ----- | ----- | ----- |
| 869  | 1.084 | 1.174 | 1.153 | 1.339 | 2.270 | 2.610 | 3.322 | 3.349 | 3.349 |

| 1996  | 1998  | 2000  | 2002  | 2004  | 2006  | 2008  | 2010  | 2012  | 2014  |
| ----- | ----- | ----- | ----- | ----- | ----- | ----- | ----- | ----- | ----- |
| 4.069 | 4.612 | 5.235 | 6.010 | 6.631 | 7.583 | 8.368 | 8.773 | 9.027 | 9.065 |

| 2016  | 2018  | 2020  | 2022  | 2024  | 2026 | 2028 | 2030 | 2032 | 2034 |
| ----- | ----- | ----- | ----- | ----- | ---- | ---- | ---- | ---- | ---- |
| 9.133 | 9.256 | 9.613 | 9.661 | 9.938 | -    | -    | -    | -    | -    |

## Política
El 30 d'octubre del 2012, l'alcalde de Palafolls, Valentí Agustí i Bassa (PSC), va crear l'Associació de Municipis pel Federalisme Republicà, a través d'una moció del ple municipal (amb l'aprovació d'ICV-EUiA, i l'abstenció de CiU i ERC) i seguint l'exemple de l'Associació de Municipis per la Independència; en aquesta ocasió, per aglutinar els municipis que vulguin adherir-se per lluitar per una República Federal.

## Societat

### Educació
El municipi disposa de tres centres educatius: Escola Les Ferreries de Palafolls, el més antic, Escola Mas Prats, inaugurada l'any 2005, i l'institut públic, l'IES Font del Ferro, inaugurat el 2011.

### Esport
Entitats esportives de Palafolls:
- Club Deportivo Palafolls - Club de futbol
- CB Palafolls - Club de bàsquet
- Atlètic Santa Maria de Palafolls - Club de futbol sala
- CFS San Luis de Palafolls - Club de futbol sala
- CP Palafolls - Club Patí Palafolls

### Cultura
- Museu Etnològic de Palafolls.[3]
- Biblioteca Enric Miralles. Obra pòstuma de l'arquitecte català Enric Miralles, comandant el seu estudi EMBT (del qual també formava part -i dirigeix actualment- la seva esposa des de l'assumpció del projecte fins al moment de la seva mort, la italiana Benedetta Tagliabue). Amb un estil contemporani, tracta d'evocar una cadena muntanyosa.[4]

### Oci
- Parc Aquàtic Marineland.
- Ràdio Palafolls (emissora de ràdio local), en el 107.7 FM del dial.

## Imatges

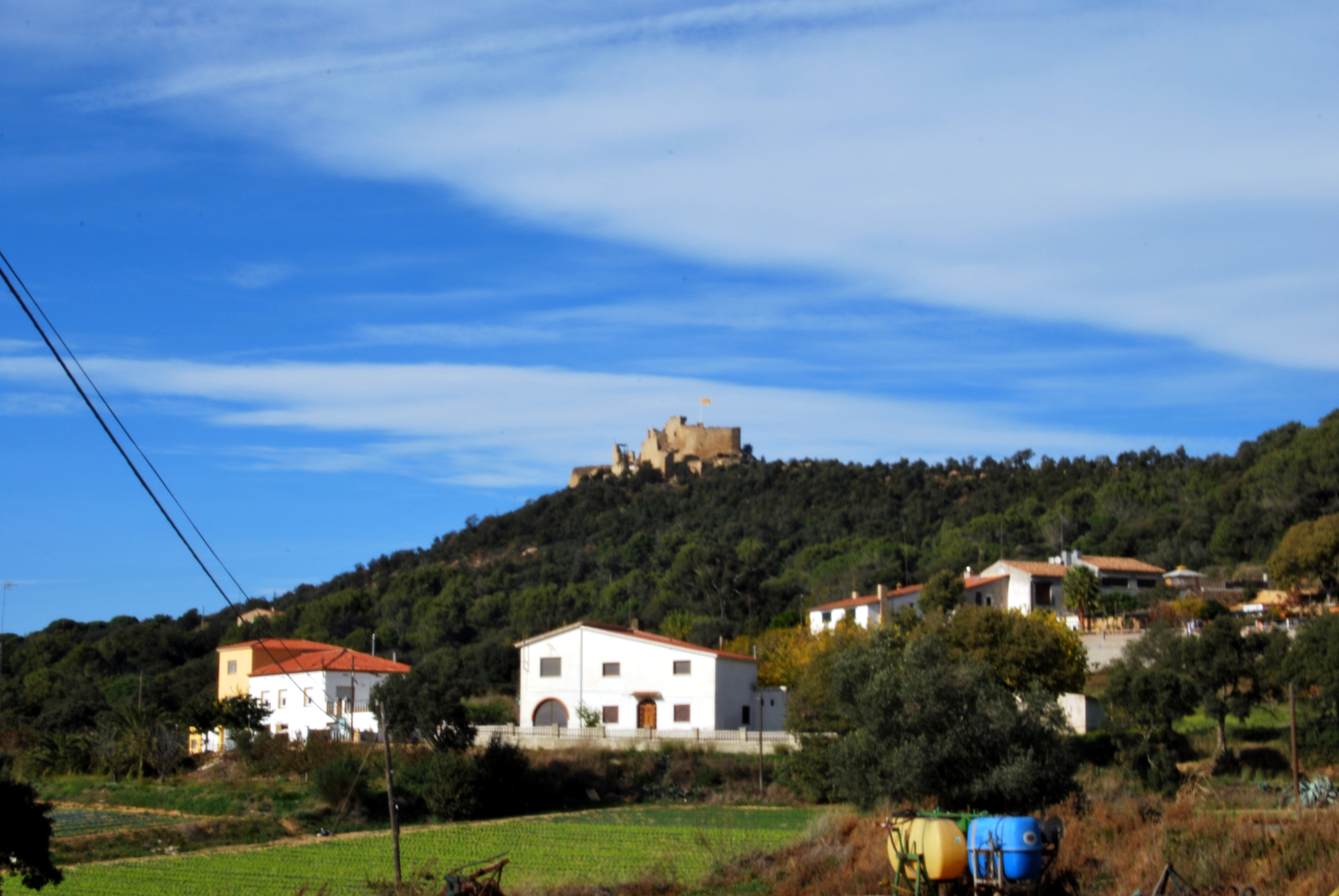
Castell de Palafolls (segle x)
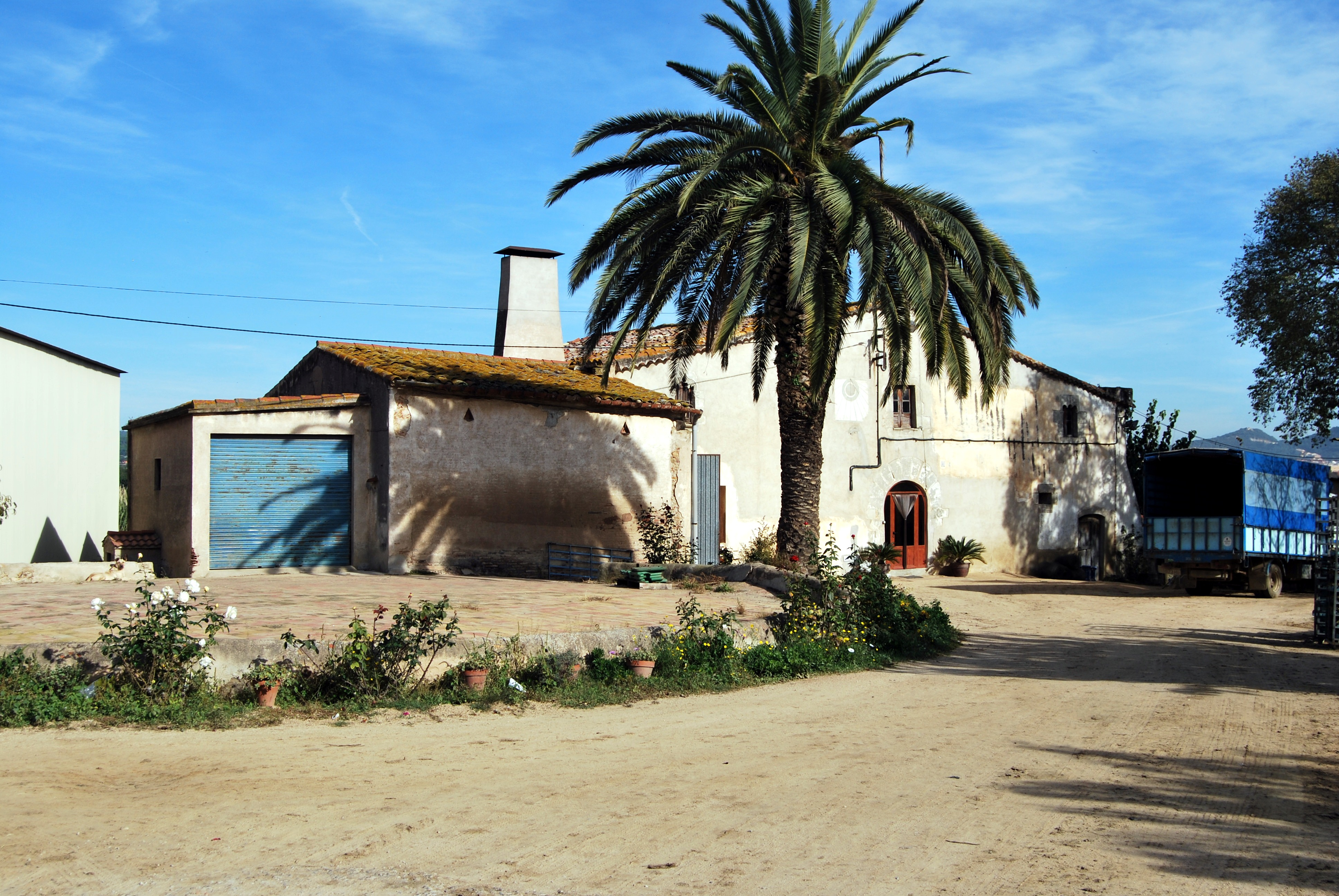
Masia de Can Comas (segle xv)
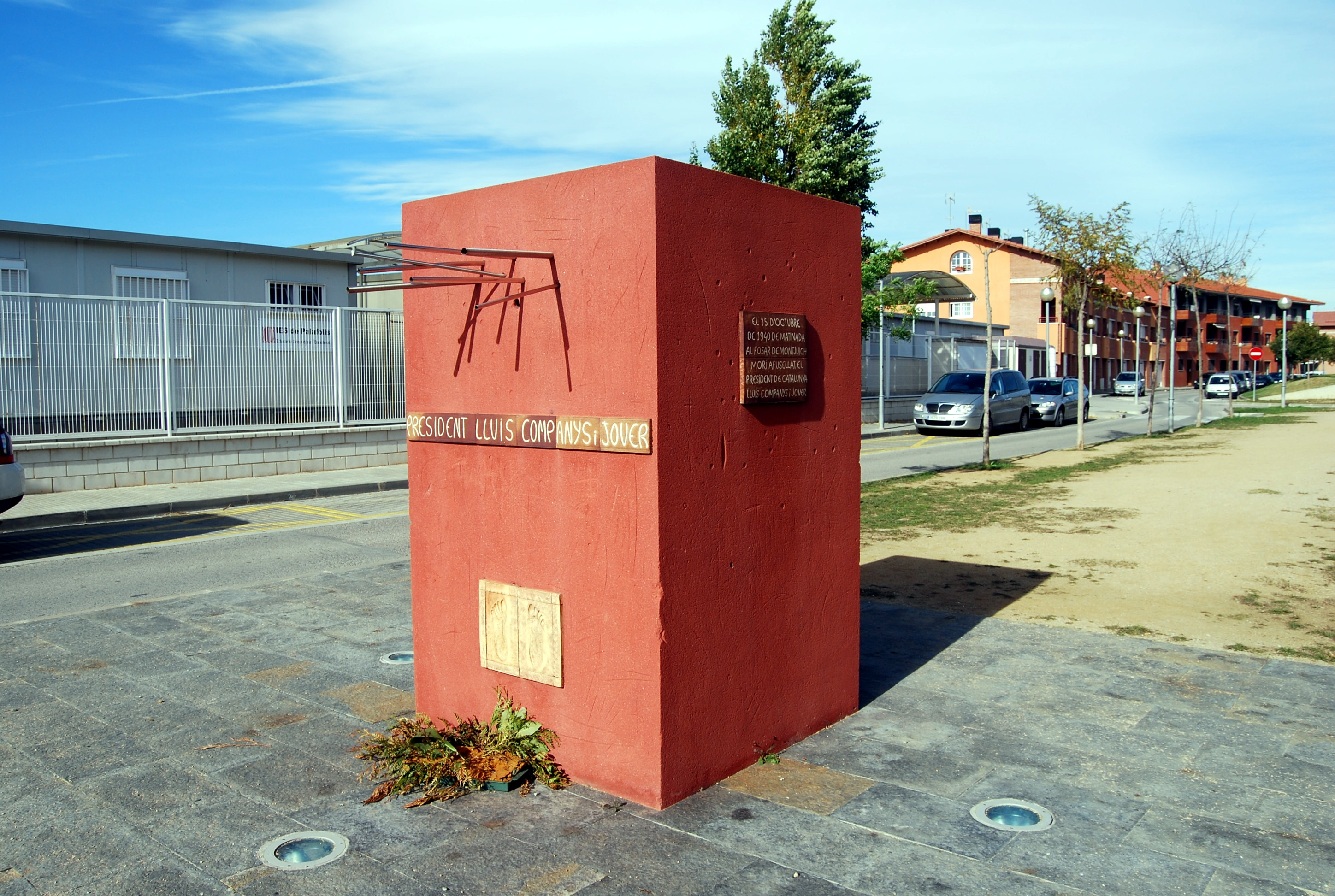
Monument a Lluís Companys
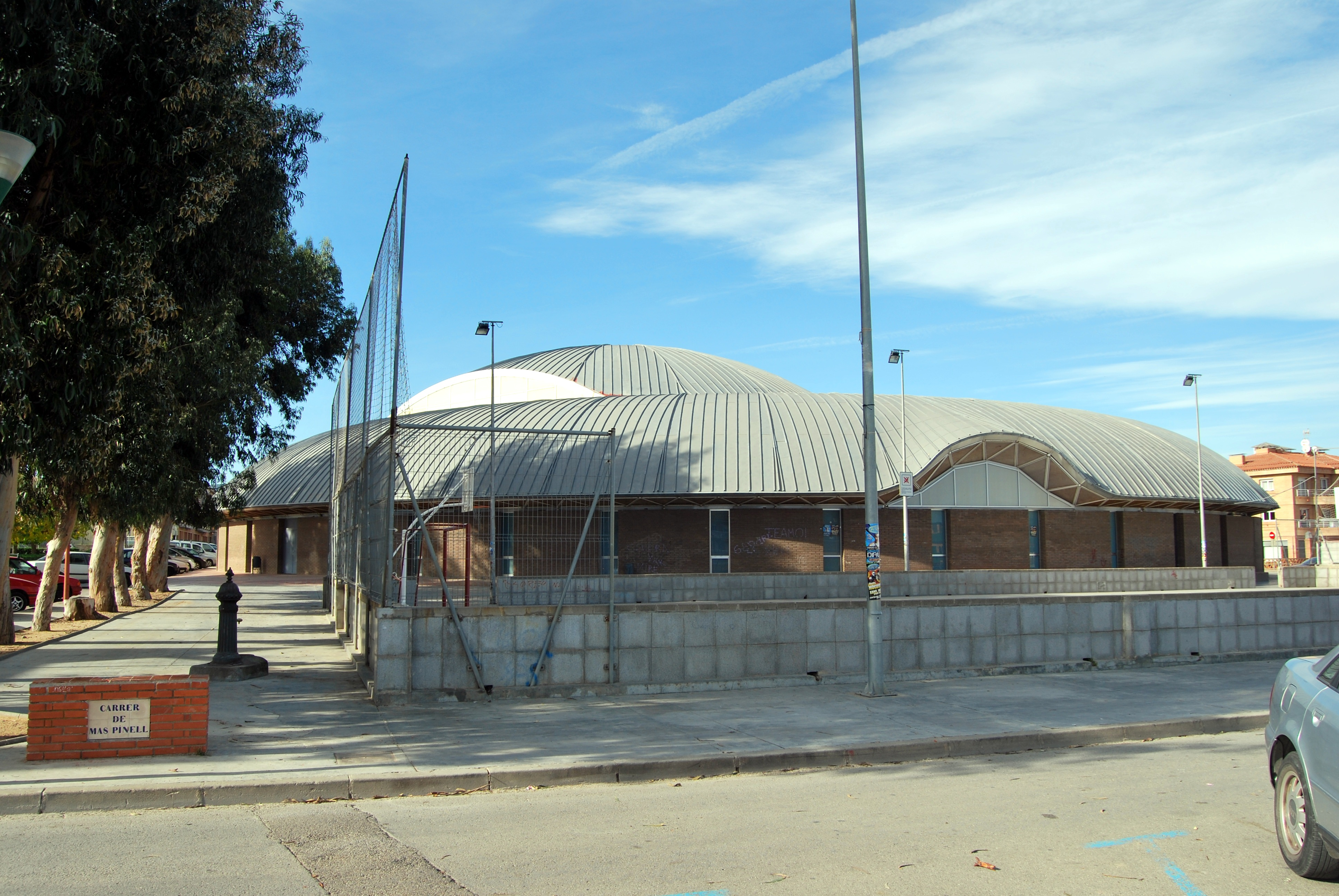
Pavelló esportiu 'El Palauet' d'Arata Isozaki, (1996).
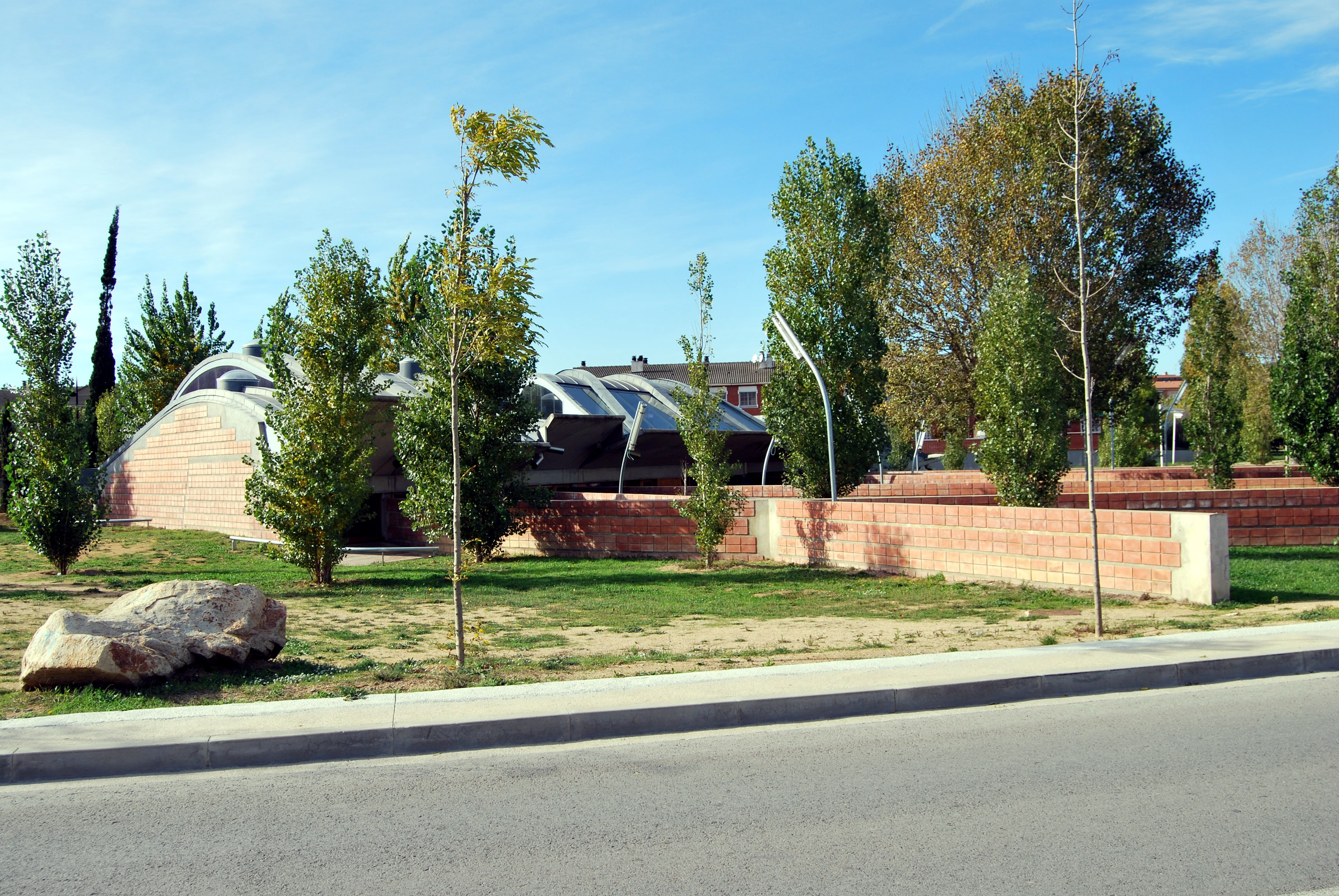
Biblioteca Enric Miralles (2006).